# Regne d'Escòcia
El Regne d'Escòcia (en scots: Kinrick o Escocia; en gàidhlig: Rìoghachd na h-Alba) fou un estat situat al nord-oest d'Europa que ocupà la part nord de l'illa de la Gran Bretanya (l'actual Escòcia) i que existí entre el segle ix i el segle xviii, moment en el qual va integrar-se en el Regne de la Gran Bretanya gràcies a la seva unió jurídica amb el Regne d'Anglaterra.
Limitava amb el mar del Nord a l'est, amb l'oceà Atlàntic al nord i oest, i amb el canal del Nord i la mar d'Irlanda al sud-oest. La seva capital fou Edimburg, si bé anteriorment foren les ciutats de Scone, Dunfermline i Stirling.

## Història
El Regne d'Escòcia fou creat l'any 843 per Kenneth McAlpin a partir de la confederació establerta pels pictes. Inicialment el reialme comprenia la zona nord dels rius Forth i Clyde, i quedava la resta del territori de l'Escòcia actual sota el poder dels bretons, els quals establiren una sèrie de reialmes que posteriorment foren units a Escòcia.
Així, l'any en temps de Constantí II i Malcolm II les fronteres s'establiren al voltant del riu Tweed. El 1124 Alexandre I aconseguí incorporar al regne els territoris del Regne de Strathclyde (actual regió de Strathclyde) i Lothian, territoris que foren confirmats pel seu germà David I, i que l'any 1237 foren ratificats amb el rei d'Anglaterra mitjançant la signatura del tractat de York. El 1234 Alexandre II d'Escòcia aconseguí incorporar el territori de Galloway als seus dominis en una guerra contra Enric III d'Anglaterra. El 1263 Alexandre III aconseguí el control de les Illes Hèbrides, l'illa de Man i Caithness gràcies a la seva victòria sobre les forces noruegues de Haakon IV en la batalla de Largs de la Guerra escocesonoruega, conquesta que fou ratificada mitjançant la signatura del tractat de Perth l'any 1266 per part del rei Magnus VI.
El 1295 Joan Balliol va signar un tractat de cooperació amb Felip IV de França anomenat Aliança Auld, que establí una relació estreta entre aquests dos països contra el Regne d'Anglaterra i provocà la Primera guerra de la independència escocesa. Aquesta aliança durà fins al 1560, moment en el qual el destí d'Escòcia fou la unió personal amb Anglaterra.
El 1468 es produí l'última gran adquisició territorial d'Escòcia, quan obtingué Jaume III de part de Margarida de Dinamarca (filla del rei Christian I de Dinamarca) les Illes Òrcades i les Shetland en concepte de dot. Finalment, Jaume IV d'Escòcia, fill dels anteriors, aconseguirà l'any 1472 la unió definitiva de totes les illes al Regne d'Escòcia.

## Reforma religiosa

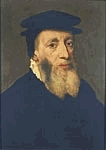
John Knox

Durant el segle xvi Escòcia va sofrir una Reforma protestant. En la primera part del segle, els ensenyaments de Martí Luter primer i després de Joan Calví començaren a influir en Escòcia. L'execució d'una sèrie de predicadors protestants, en particular del luterà Patrick Hamilton el 1527 i del calvinista George Wishart el 1546, que fou cremat a la foguera acusat d'heretgia pel cardenal David Beaton, no van aturar l'expansió d'aquestes idees. Poc després de l'execució de Wishart el cardenal Beaton fou assassinat.
L'eventual Reforma de l'Església d'Escòcia va ser portada a terme pel parlament des del 1560 (durant la minoria d'edat de Maria I d'Escòcia), quan la majoria d'escocesos van adoptar el calvinisme. La figura més influent en fou la de John Knox, que havia estat deixeble de Calví i Wishart. La religió catòlica no s'eliminà totalment, i es va mantenir ferma en particular en parts de les terres altes.

## Unió personal amb Anglaterra

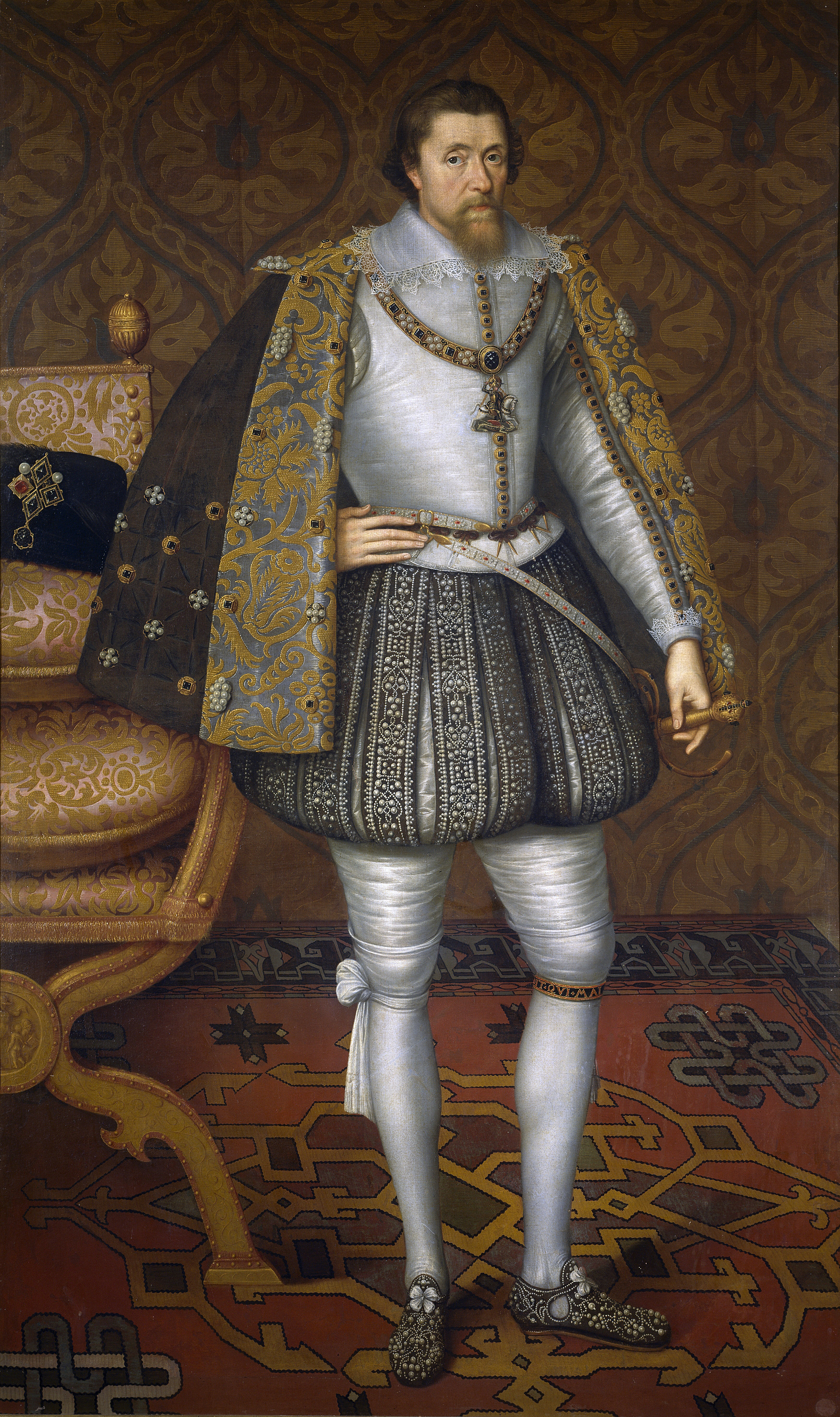
Imatge de Jaume I d'Anglaterra i VI d'Escòcia

A la mort prematura de Jaume V d'Escòcia el 1542 la seva filla Maria I d'Escòcia fou coronada reina amb tan sols 6 dies de vida, tenint sota la seva minoria d'edat la regència del lord protector James Hamilton, càrrec que ocupà fins al 1554. En aquell any la mare de Maria, Maria de Guisa, prengué el poder, orquestrant el casament de Maria amb el príncep Eduard d'Anglaterra, matrimoni que finalment no es dugué a terme.
La negativa a Maria de Guisa comportà a partir d'aquell moment un enfrontament amb el Regne d'Anglaterra, primerament amb Enric VIII i, posteriorment, amb Elisabet I. Enmig d'un conflicte dinàstic i religiós (Maria d'Escòcia era la legítima hereva del Regne d'Anglaterra en ser considerada Elisabet I il·legítima segons la religió catòlica), Maria d'Escòcia fou empresonada per Elisabet I i assassinada el febrer de 1587, havent prèviament abdicat de la corona escocesa en favor del seu fill Jaume VI d'Escòcia.
A la mort d'Elisabet I l'any 1603 Jaume VI d'Escòcia fou nomenat hereu legítim del tron anglès, convertint-se en l'iniciador de la dinastia Stuart i adoptant el nom de Jaume I d'Anglaterra. Aquesta unió dels regnes (juntament amb el d'Irlanda, que en aquells moments formava part d'Anglaterra) fou merament personal, mantenint-ne tots la pràctica independència política.

## Commonwealth i el Protectorat
El segle xvii va veure un període de disturbis a Escòcia, la confrontació religiosa a Escòcia amb Carles I, que va tractar d'imposar l'estil anglès en els llibres d'oració de l'Església d'Escòcia i va donar lloc a la creació del "National Covenant" ('Pacte Nacional'), i més tard a la Guerra dels bisbes, la Guerra Civil escocesa i la Guerra dels Tres regnes. Entre 1651 i 1660 Escòcia fou ocupada per un exèrcit militar anglès dirigit per George Monck, sota les ordres d'Oliver Cromwell.
Durant l'establiment de Protectorat, el govern d'Oliver Cromwell com a lord protector, s'abolí el Parlament d'Escòcia. A la fi d'aquest període de govern es retornà el poder al poble sota la restauració monàrquica de Carles II.

## Unió amb Anglaterra

Bandera del Regne de la Gran Bretanya

A principis del segle xviii la principal raó de la política anglesa fou assegurar la successió del tron britànic en cas de no tenir descendència directa. Així, segons l'Acta d'Establiment firmada el 1701 la corona anglesa, en cas de no tenir descendència directa, passaria a la casa de Hannover, de religió protestant. El 1702 la mort del rei Guillem III comportà l'ascens al tron d'Anna I, la qual no tenia hereu a la mort del príncep Guillem de Gloucester l'any 1700.
L'any 1703 la unió dinàstica entre el Regne d'Anglaterra i el Regne d'Escòcia estava en crisi, ja que el Parlament d'Escòcia pretenia instaurar amb aquesta crisi successòria una dinastia independent, cosa que suposava la seva independència total respecte a Anglaterra. El parlament va adduir l'execució de Carles I durant la Guerra Civil anglesa, un fet que no va comptar amb cap petició de suport del Parlament Escocès i que podia ser interpretada com una ofensa i il·legitimitat. Aquesta teòrica independència no era desitjada per Anglaterra, ja que l'establiment d'un regne independent a Escòcia podia remetre a una aliança d'aquest país amb algun enemic dels anglesos, i al seu torn, un atac contra els seus territoris, per la qual cosa el problema escocès havia de ser neutralitzat i garantida la successió en la casa de Hannover.
La signatura de l'Acta de la Unió de 1707 va comportar la desaparició del Regne d'Anglaterra i del Regne d'Escòcia i l'establiment del Regne de la Gran Bretanya, dissolent així els parlaments de cada un d'aquests dos regnes i establint el Parlament de la Gran Bretanya amb seu al palau de Westminster (Anglaterra).